# Bulawayo
Bulawayo este al doilea oraș ca mărime în Zimbabwe după capitala Harare, cu o populație de 676.000 de locuitori (2005). În prezent se estimează o populație de 707.000 de locuitori. Orașul se situează în Matabeleland, 439 de km la sud-vest de Harare, fiind capitala provinciei Matabeleland North.

## Numele
Numele Bulawayo provine din cuvântul Kwabulawayo (Sindebele), însemnând "locul persecutatului". Acesta este cunoscut și sub numele de oraș al regilor.

## Facilități în oraș
- Muzeul Național și Arhivele din Zimbabwe
- Muzeul de istorie
- Galeria Națională, Bulawayo
- Universitatea Națională de Științe și Tehnologie, UNȘT (Zimbabwe)
- Colegiul Politehnic Bulawayo
- Universitatea Solusi
- Colegiul Fraților Creștini, Bulawayo
- Colegiul Falcon - în suburbiile din Bulawayo, Esigodini
- Școala Whitestone
- Școala primară Petra
- Parcul Centenary

## Personalități marcante
- Charlene Wittstock, înotătoare, prințesă de Monaco